# 毛应观
毛应观（？—？），山西夏县人，是一名清朝政治人物。举人出身。
毛应观曾于1835年接替郭锳任娄县知县一职，1838年由罗才懋接任。